# والیفو
والیفو (به صربی: Ваљево) شهری در استان زنتراصربین کشور صربستان است که جمعیت آن در سال ۲۰۰۶ میلادی ۵۸٫۲۴۷ نفر بوده‌است.

## جستارهای وابسته

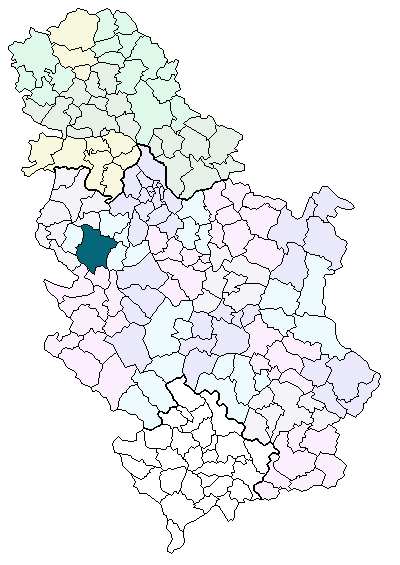